# Nachlauf (Güterverkehr)

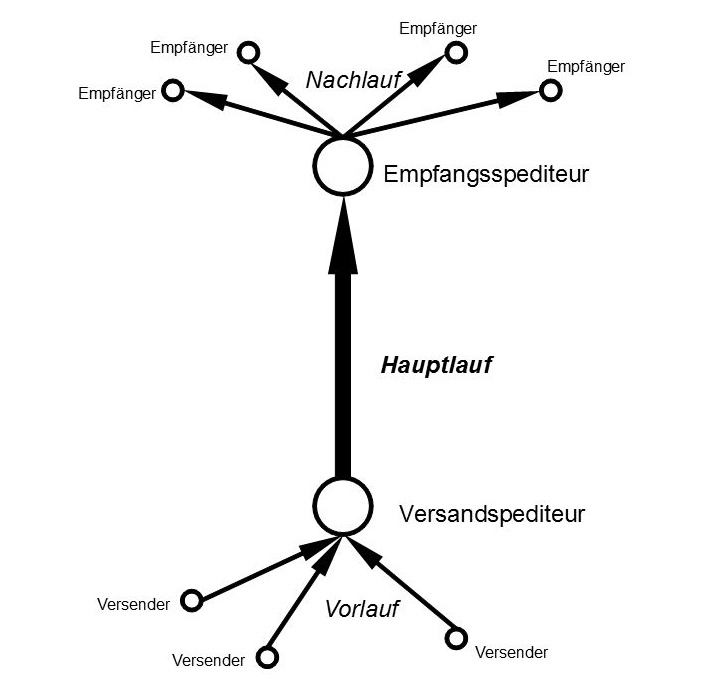
Vorlauf, Hauptlauf und Nachlauf

Der Nachlauf (englisch on carriage) ist im Güterkraftverkehr ein Teil der Transport- und Lieferkette, der den Transport von Waren durch Empfangsspediteure vom Haupt-Transportmittel zum Empfänger (Käufer) übernimmt. Pendant ist der Vorlauf.

## Allgemeines
Eine Lieferkette besteht aus mindestens zwei Transportmitteln, die einen kombinierten Verkehr bilden. Vor allem beim Versand von Sammelgut bzw. Stückgut transportiert der Empfangsspediteur das Frachtgut vom Bahnhof, Flughafen oder Hafen (Binnenhafen oder Seehafen), wo die Verladung auf das Nachlauf-Transportmittel erfolgt.  

## Organisation
Der Empfangsspediteur erhält die Rollkarte, die als Warenbegleitpapier mit dem Frachtgut auf dem Hauptlauf unterwegs ist. Er transportiert das Frachtgut im Nachlauf vom Umschlagplatz des Haupt-Transportmittels (Güterzug, Frachtflugzeug oder Frachtschiff) zum Empfänger. Der Empfangsspediteur ist für die Zustellung zuständig, wobei vor Ablieferung eine Avisierung, vor allem bei Großkunden, möglich ist. Die Transportkosten von Vor- und Nachlauf werden als Rollgeld bezeichnet. Im März 1932 erhielt die Schenker AG das exklusive Recht, den Straßen-Güterverkehr im Vor- und Nachlauf des Eisenbahntransportes zu organisieren.